# Ján Hummel
Ján Hummel (Bratislava, 1º agosto 1941) è un ex cestista cecoslovacco.

## Carriera
Con la Cecoslovacchia ha disputato i Campionati europei del 1965.